# Mohamed Amine Larabi
Mohamed Amine Larabi (en arabe : محمد أمين لعربي) est un footballeur algérien né le 20 octobre 1984 à Tlemcen. Il évoluait au poste de défenseur central.

## Biographie
Il évolue en première division algérienne avec son club formateur, le WA Tlemcen, avant d'aller finir sa carrière dans des clubs de divisions inférieures. Il dispute 47 matchs en Ligue 1.

## Palmarès
WA Tlemcen
- Coupe d'Algérie :
  - Finaliste : 2007-08.